# Charles Bedaux

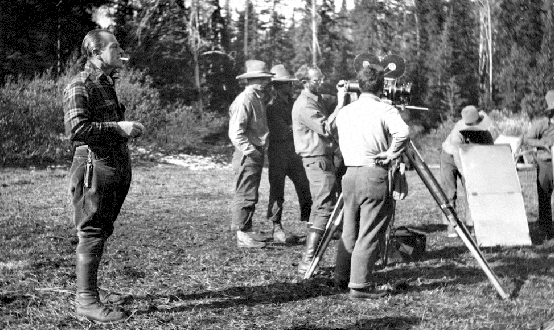
Bedaux mit seiner Filmcrew in Kanada, 1934

Charles Eugène Bedaux (* 26. Oktober 1886 in Paris; † 18. Februar 1944 in Miami) war ein französisch-US-amerikanischer Millionär des frühen zwanzigsten Jahrhunderts. Er entwickelte erfolgreich das auf Frederick Winslow Taylor basierende Scientific Management weiter und reüssierte als Unternehmensberater auf dem Gebiet. Befreundet mit der britischen Königsfamilie und mit führenden Nazis, betätigte er sich auch als erfolgreicher Großwildjäger und als Entdecker.

## Die frühen Jahre
Charles Bedaux wurde 1886 in Paris geboren. Er besuchte das Lycée Jean Baptiste Say, verließ 1903 die Schule und schlug sich als Gelegenheitsarbeiter durch, bis er sich mit dem erfolgreichen Zuhälter und Lebemann aus dem damals berüchtigten Standteil Pigalle, Henri Ledoux, anfreundete. Ledoux lehrte Bedaux, sich angemessen zu kleiden, Selbstvertrauen und sich auf der Straße auch im Kampf durchzusetzen. Als Ledoux 1906 ermordet wurde, emigrierte Bedaux in die Vereinigten Staaten. Er war zunächst als Französischlehrer bei Berlitz tätig. 1908 arbeitete er bei einem Chemie-Unternehmen in St. Louis und nahm die amerikanische Staatsbürgerschaft an. Er heiratete und hatte einen Sohn, Charles Emile Bedaux (1909–1993).

## Erfolg im Scientific Management
Bedaux wurde zu einem der führenden Unternehmensberater im Bereich des Scientific Management. Er entwickelte Verfahren zur Produktivitätsbeurteilung und Sollzeitermittlung, mit denen er bei seinen Klienten große Verbesserungen erzielte und vor allem die Mitarbeiterproduktivität deutlich erhöhte. Er wurde in seiner Arbeit von Taylor stark beeinflusst und war auch ein Anhänger der Zeit- und Bewegungsstudien der Gilbreths. Er konzentrierte sich auf den Zusammenhang von Arbeitsermüdung (engl.: fatigue, siehe auch: Arbeitsstrukturierung) und Erholung, indem er für jede Arbeit das jeweils angemessene Verhältnis der beiden Werte herausarbeitete. Dieses bezeichnete er mit „B“ und schuf Anreizsysteme, die Mitarbeiter veranlassen sollten, dieses Verhältnis bei ihrer Arbeit einzuhalten.
1916 präsentierte Bedaux dem Industrial Committee of Grand Rapids – seinem damaligen Wohnort – ein Konzept zur Restrukturierung der örtlichen Fabriken. In der Folge bot ihm einer der Teilnehmer, Frederick Bearly, das Startkapital an, um sich selbstständig zu machen. Am 1. Mai 1916 trennte sich Charles Bedaux mit der Fertigstellung eines Auftrags für Wolverine Brass von seinem bisherigen Partner, M. A. Morrini, und errichtete seine eigene Charles Bedaux Company. Wolverine Brass wurde an diesem 1. Mai sein erster Kunde. Innerhalb eines Jahrzehnts gelang es ihm, mit zahlreichen Dependancen in den USA, aber auch in Europa und schließlich in Afrika, Australien und im Nahen Osten Fuß zu fassen.
1927 übersiedelte Bedaux mit seiner zweiten, amerikanischen Frau, Fern Lombard (1890–1974), in das von ihm erworbene und modernisierte französische Schloss Candé in der Nähe von Tours.

## Subarktis-Expedition in Kanada
Unter dem Titel Bedaux Canadian Sub-Arctic Expedition unternahm Bedaux 1934 eine großangelegte Expedition durch die Wildnis des nördlichen British Columbia. Es war eher eine Publicity-Veranstaltung als ein seriöses wissenschaftliches Unternehmen, diente aber auch der Erprobung der neu entwickelten Halbkettenfahrzeuge von Citroën, mit dessen Mitgründer, André Citroën, Bedaux befreundet war. Die Expedition wurde durch den bereits mit dem Academy Award ausgezeichneten Kameramann Floyd Crosby aufgezeichnet. Mit dabei waren auch mehrere Dutzend Cowboys aus Alberta und ein umfangreiches Filmteam. Um den Weg der Expedition festzuhalten, schickte die kanadische Regierung zwei Geografen mit, Frank Swannell und Ernest Lemarque.
Die Expedition startete am 6. Juli 1934 in Edmonton und sollte die rund zweieinhalb tausend Kilometer nach Telegraph Creek in British Columbia zurücklegen. Der größte Teil des Weges führte durch noch kaum kartografiertes, wegloses Gebiet.
Die Expedition war nicht erfolgreich. Weder gelang es, das Ziel zu erreichen, noch wurde der Film jemals fertiggestellt. Erst 1995 wurde das Filmmaterial in einer Fernsehbiografie über Bedaux durch den kanadischen Regisseur George Ungar mit dem Titel „The Champagne Safari“ aufgearbeitet.

## Späte Jahre

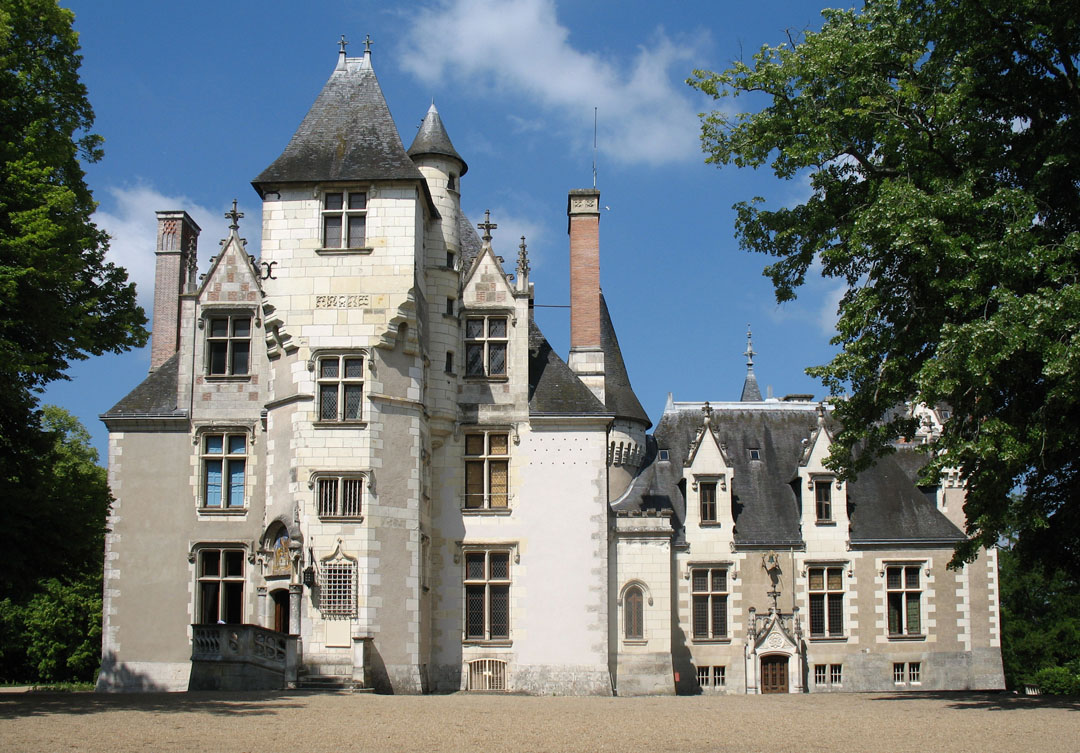
Château de Candé

Bedaux' Schloss wurde am 3. Juni 1937 Schauplatz eines gesellschaftlichen Großereignisses. Sechs Monate nach seiner Abdankung als britischer König, heiratete Eduard VIII. in Bedaux' Château Wallis Simpson.
Während der Pariser Besetzung durch die Deutschen im Zweiten Weltkrieg schloss Bedaux Bekanntschaft mit führenden Nazis und mit Vertretern des Vichy-Regimes. Bedaux war mit einem Pipelinebau in Nordafrika durch die Deutschen beauftragt, als sein Sohn und er im November 1942 während der Operation Torch durch die FFL dort arrestiert wurde. Bedaux wurde in die USA gebracht und dort wegen Landesverrates festgehalten. Er wurde als Berater des Dritten Reiches und für die Abwicklung der jüdischen Unternehmen im besetzten Frankreich verantwortlich gemacht. In Erwartung einer Untersuchung seiner Aktivitäten während des Krieges durch eine Grand Jury beging er im Gefängnis von Miami am 18. Februar 1944 Selbstmord.